# Огнян Бранков
Огнян Георгиев Бранков е български лекар хирург и учен, национален консултант по детска хирургия; професор. Водещ специалист в Многопрофилния детски център на Токуда болница София.

## Биография
Роден е на 15 септември 1946 г. в София. Той е лекар четвърто поколение. Прадядо му, хаджи Гунчо Бончев, е хекимин (народен лечител) и преди Освобождението притежава ахтарница (бакалия), в която продава билки и лечебни средства, като практикува лекарска дейност. Дядо му, Стефан Гунчев, завършва медицина в град Лил – Франция. Работи като семеен лекар в Котел, Оряхово, Ловеч и Габрово. Огнян Бранков израства в семейството на неговата дъщеря Донка Гунчева-Бранкова, дългогодишна преподавателка по френски език във ВИСИ – и д-р Георги Бранков, син на видния търновски адвокат Сотир Бранков. Д-р Георги Бранков е известен хирург, завеждал до смъртта си през 1954 г. Четвърта хирургия на столичната Медицинска академия. Починал млад, той оставя две деца – Огнян и Антония.
Огнян Бранков завършва Немската езикова гимназия в София през 1965 г. Като ученик свири на пиано, сътрудничи със статии, файлетони и карикатури на младежките издания „Средношколско знаме“, „Родна реч“, „Народна младеж“ и др. Завършва ВМИ – София през 1973 г. Като студент е член, зам. председател и председател на Кръжока по спешна хирургия към Институт „Пирогов“. През този период участва в 8 научни публикации и в сесиите на ТНТМ. Редактор и зам. главен редактор е на вестник „Медицинска трибуна“. Занимава се и с художествен превод на френски и немски автори. В негово претълкуване излизат от печат „Кармен“ на Проспер Мериме, творби на Бернхард Келерман, Юрек Бекер, Хорст Бингел, Уве Кант и др. Публикува и статии върху съвременна западноевропейска литература във в-к „Литературен фронт“, в-к „Софийски университет“, в-к „Антени“, сп. „ЛИК“ и др.
Бранков постъпва на работа в Секцията по детска хирургия при МБАЛСМ „Н. И. Пирогов“ през 1976 г. като научен сътрудник. След спечелване на конкурс през 1979 г. е назначен като асистент по детска хирургия към НИП на МА-София, на база Институт „Пирогов“. Придобива специалност по обща хирургия през 1980 г., а по детска хирургия – през 1982 г. Има още специалност по гръдна хирургия (2004) и спешна медицина (2008). Лицензиран е за извършване на езофаго-гастроскопия. Защитава кандидатска дисертация през 1988 г. и докторска през 2006 г. Избран е за доцент по детска хирургия през 1994 г. и за професор – през 2008 г.
Специализира в Берлин и Лайпциг през 1986 г., Москва през 1987 г., Виена и Брюксел през 1988 г. и в САЩ (Бостън и Ню Йорк)  през 1998 г.
Владее немски, руски, английски и френски език. Пише научнопопулярни статии и есета.

## Професионални постижения
Огнян Бранков работи в областта на детската гръдна и коремна хирургия. Разработва научно и практически въпроси на диагностиката и лечението на някои заболявания на хранопровода – кардиохалазия, ахалазия, хиатална херния, кървящи езофагеални варици. Създава единна схема за комплексното лечение на химическите изгаряния на хранопровода и късните последствия от тях. Въвежда някои нови оперативни методики със собствени приноси в хирургичната техника при колоезофагопластиката и при антирефлуксните операции по повод гастро-езофагеалния рефлукс. Името му е свързано с една от уникалните операции при деца – изграждане на нов хранопровод от стомах.
Проф. Бранков е хоноруван преподавател към Медицинския университет. В продължение на 20 години води упражнения със студенти и специализанти.
От 2000 г. е председател на Научното дружество по детска хирургия. Заместник-председател е на Националния съсловен съюз на лекарите хирурзи. Член е на Европейската асоциация на детските хирурзи, действителен член на Румънската академия по детска хирургия“ и асоцииран член на УЕМС – Европейската асоциация на лекарите към Европейския съюз.
Проф. Огнян Бранков работи 37 години в Институт „Пирогов“, където става началник на секция „Детска хирургия“. Той кандидатства за различни програми и получава за секцията дарения от „Българската Коледа“, японското посолство, фондация „Силви Вартан“, Ротари клуб. Печели и конкурс за оборудване на операционната зала със съвременна техника.
От юли 2013 година проф. Огнян Бранков преминава в Многопрофилния детски център на Токуда болница София, където ще извършва специализирани и рутинни операции, които покриват широк спектър заболявания.
Проф. Бранков има огромен принос към науката и медицината. Извършил е над 10 000 операции, а прегледаните от него малки пациенти надхвърлят 200 000. Той въвежда за първи път в България редица операции в областта на детската хирургия на хранопровода, стомаха и белите дробове. Автор е на повече от 100 научни публикации, отпечатани в български и международни списания и сборници. Съавтор е на 5 учебника по хирургия на български и 1 учебник на английски език. Участва в 55 конгреса и конференции, от които 26 в чужбина. Има признати 22 рационализации и 1 изобретение. Носител е на много отличия, награди и дипломи.

## Научни публикации
- O. Brankov, D. Arnaudov: Application of the Bulgarian Tissue Adhesive in Pediatric Blunt Trauma, Arch Union Med Balk, XVIII,1, 1980
- O. Brankov: Experimental Fibrin and Cyanoacrylate Adhesion, General surgery and abdominal surgery, Springer Verlag, 6, 1986, 150
- O. Brankov, G. Trifonov: Stand der Milzchirurgie im Kindesalter in Bulgarien, Chirurgie, Gastroenterologie, 9, 12, 1993, 153
- V. Michailova, O. Brankov, G. Ivanov, R. Drebov: Thoracic Trauma in Children, Eur Respir J, 9, 1996, Suppl. 23, 383
- V. Michailova, I. Christosova, R. Drebov, O. Brankov: Lung Metastases in Children: The Role of Surgery, Brit J Surg, vol.84, 1997, Suppl. 2
- I. Christozova, O. Brankov, L. Marinova: Second malignant neoplasm in children treated for primary solid tumors, J of BUON, 5, 2000, 345
- V. Michailova, R. Drebov, O. Brankov: Primary tumours of the lung in paediatric patients, Eur Respir J, 18, 2001, Suppl. 33, 363
- V. Michailova, R. Drebov, O. Brankov: Surgical treatment of congenital cystic adenomatoid malformation in children, Eur Respir J, 22, 2003, Suppl. 45, 324
- O. Brankov, I. Christosova, L. Marinova: Long term survival in five cases with multiple primary neuroblastomas, J of BUON, 11, 2006, 313

Проф. Огнян Бранков има участие с големи раздели по детска хирургия в 6 учебника за студенти и научни ръководства.

## Награди и отличия
През 2006 г. получава почетния знак на Българския лекарски съюз. Носител е още на почетните знаци „Български лекар“, на „Пирогов“, на Габрово, на Крайова (Румъния), на Rotary International и много други.
През 2010 г. проф. Огнян Бранков е удостоен с наградата „Медик на годината ‘2009“ на редакционната колегия и Обществения съвет на вестник „Форум Медикус“. Наградата му се връчва за значими научни и приложни постижения в областта на детската хирургия, за внедряване в практиката на модерни техники, за прилагането за първи път на нововъведения в диагностиката и хирургичното лечение на детски заболявания. Званието „Медик на годината ‘2009“ му се присъжда и за осъществяване на национали програми и международни проекти в сферата на детската хирургия, както и за активна обществена дейност в съюзи, сдружения и асоциации на хирурзите в България, а също за над 30-годишната му непрестанна оперативна дейност.
През 2016 г. проф. д-р Огнян Бранков става кавалер на орден „Стара планина“, първа степен „за изключително големите му заслуги в областта на здравеопазването, медицинската наука и практика в Република България и по повод 70 години от рождението му“.

## Семейство
Проф. Огнян Бранков е женен повече от 40 години за Зоя Цанева – инженер по автоматизация на производството. Имат двама сина, Георги и Владимир.